# Ruben Yttergård Jenssen
Ruben Yttergård Jenssen (Tromsø, 4 maggio 1988) è un calciatore norvegese, centrocampista del Tromsø.

## Biografia
È il figlio di Truls Jenssen. Inoltre, anche suo fratello Ulrik è un calciatore professionista.

## Caratteristiche tecniche
È un centrocampista centrale, ma è stato schierato anche sulla fascia destra, sebbene sia mancino.

## Carriera

### Club

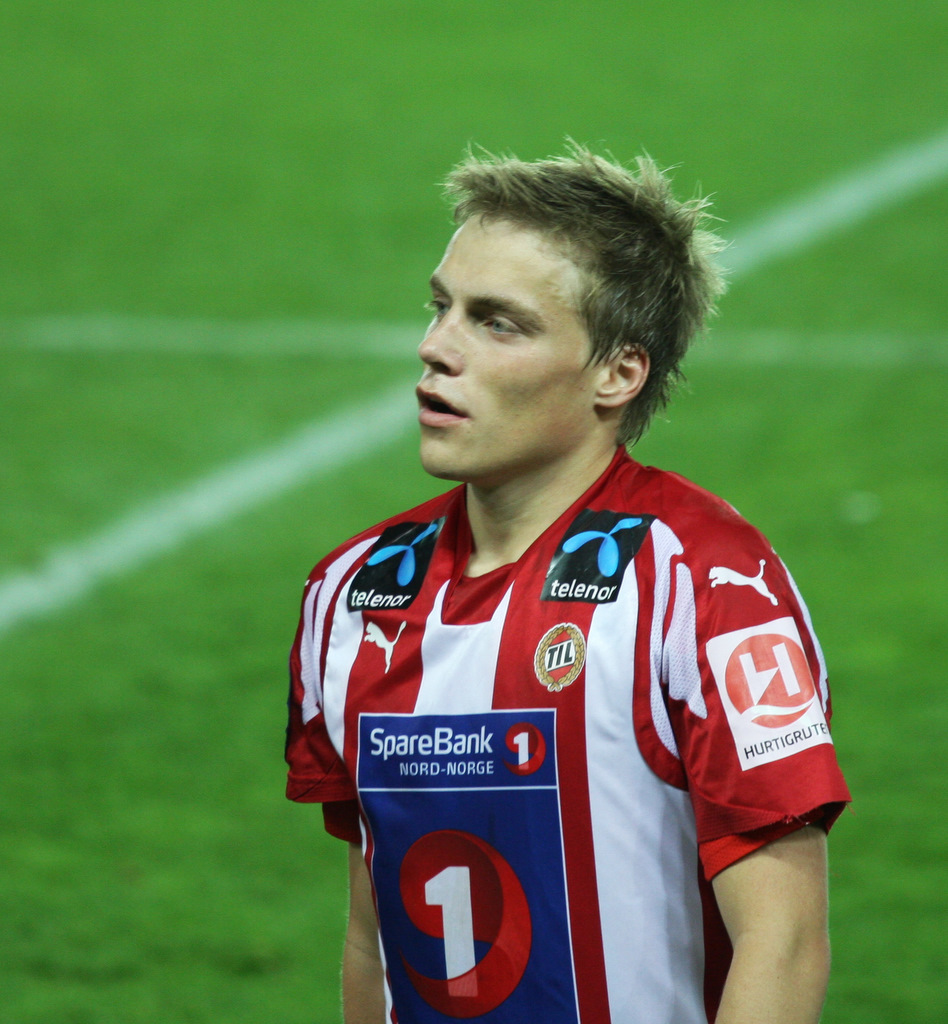
Yttergård Jenssen con il Tromsø.

Yttergård Jenssen ha cominciato la carriera professionistica con la maglia del Tromsø. Il centrocampista ha debuttato nell'Eliteserien in data 9 aprile 2006, quando è stato schierato titolare nella sconfitta per 3-1 sul campo del Molde. Il 10 maggio ha segnato la prima rete con questa maglia, nel 5-0 inflitto al Grovfjord, in un incontro valido per l'edizione stagionale del Norgesmesterskapet. Nella sua prima stagione in squadra ha totalizzato 6 apparizioni e una rete, tra campionato e coppa nazionale.
Il suo spazio è aumentato progressivamente nelle successive due stagioni. Il 20 luglio 2008 ha segnato anche la prima rete nella massima divisione norvegese, sancendo il definitivo 2-1 sull'HamKam. Nel campionato 2009, ha giocato tutti gli incontri. Il 16 luglio ha disputato il primo incontro nelle competizioni europee per club, venendo schierato titolare nel pareggio a reti inviolate contro la Dinamo Minsk, in una partita valida per l'andata del secondo turno di qualificazione all'Europa League 2009-2010.
Anche nel 2010 ha giocato tutte le sfide di campionato del Tromsø ed ha contribuito al terzo posto finale del club, alle spalle di Rosenborg e Vålerenga.
Il 3 giugno 2013, il Tromsø ha annunciato sul proprio sito il raggiungimento di un accordo per il trasferimento del giocatore ai tedeschi del Kaiserslautern: il club ha autorizzato così il centrocampista a trattare i termini personali dell'accordo. Il 4 giugno, ha trovato un'intesa con il Kaiserslautern, legandosi al nuovo club con un contratto dalla durata triennale.
Il 7 giugno 2016, gli olandesi del Groningen hanno confermato sul proprio sito internet d'aver ingaggiato Yttergård Jenssen, che si è trasferito in squadra a parametro zero. Ha esordito in Eredivisie in data 7 agosto, schierato titolare nella sconfitta interna per 0-5 contro il Feyenoord.
Il 4 gennaio 2018 è tornato al Kaiserslautern con la formula del prestito.
L'11 agosto 2018 ha firmato per il Brann, a cui si è legato fino al 31 dicembre 2020.

### Nazionale
Yttergård Jenssen ha totalizzato 13 apparizioni per la Norvegia under 21, diventandone anche capitano. La prima di queste presenze è stata datata 23 novembre 2008, quando è stato titolare nel successo per 3-0 sulla Siria.
Il 29 maggio 2010 è arrivato anche l'esordio nella Nazionale maggiore: il centrocampista ha giocato in amichevole contro il Montenegro, con gli scandinavi che si sono imposti con il punteggio di 2-1. L'11 giugno 2013, in occasione della sfida contro la Macedonia del Nord, ha disputato la sua 25ª partita in Nazionale, ricevendo così il Gullklokka.

## Statistiche

### Presenze e reti nei club
Statistiche aggiornate al 21 dicembre 2020.
| Stagione              | Club                  | Campionato            | Campionato | Campionato | Coppe nazionali | Coppe nazionali | Coppe nazionali | Coppe continentali | Coppe continentali | Coppe continentali | Supercoppe | Supercoppe | Supercoppe | Totale | Totale |
| Stagione              | Club                  | Comp                  | Pres       | Reti       | Comp            | Pres            | Reti            | Comp               | Pres               | Reti               | Comp       | Pres       | Reti       | Pres   | Reti   |
| --------------------- | --------------------- | --------------------- | ---------- | ---------- | --------------- | --------------- | --------------- | ------------------ | ------------------ | ------------------ | ---------- | ---------- | ---------- | ------ | ------ |
| 2006                  | Tromsø                | ES                    | 5          | 0          | CN              | 1               | 1               | -                  | -                  | -                  | -          | -          | -          | 6      | 1      |
| 2007                  | Tromsø                | ES                    | 15         | 0          | CN              | 4               | 0               | -                  | -                  | -                  | -          | -          | -          | 19     | 0      |
| 2008                  | Tromsø                | ES                    | 20         | 2          | CN              | 4               | 1               | -                  | -                  | -                  | -          | -          | -          | 24     | 3      |
| 2009                  | Tromsø                | ES                    | 30         | 0          | CN              | 4               | 0               | UEL                | 6                  | -                  | -          | -          | -          | 40     | 0      |
| 2010                  | Tromsø                | ES                    | 30         | 0          | CN              | 3               | 0               | -                  | -                  | -                  | -          | -          | -          | 33     | 1      |
| 2011                  | Tromsø                | ES                    | 29         | 1          | CN              | 4               | 0               | UEL                | 0                  | 0                  | -          | -          | -          | 33     | 1      |
| 2012                  | Tromsø                | ES                    | 29         | 0          | CN              | 6               | 1               | UEL                | 6                  | 0                  | -          | -          | -          | 41     | 1      |
| gen.-giu. 2013        | Tromsø                | ES                    | 12         | 1          | CN              | 1               | 1               | UEL                | -                  | -                  | -          | -          | -          | 13     | 2      |
| 2013-2014             | Kaiserslautern        | 2L                    | 23         | 2          | CG              | 3               | 1               | -                  | -                  | -                  | -          | -          | -          | 26     | 3      |
| 2014-2015             | Kaiserslautern        | 2L                    | 21         | 0          | CG              | 3               | 0               | -                  | -                  | -                  | -          | -          | -          | 24     | 0      |
| 2015-2016             | Kaiserslautern        | 2L                    | 31         | 7          | CG              | 0               | 0               | -                  | -                  | -                  | -          | -          | -          | 31     | 7      |
| 2016-2017             | Groningen             | ED                    | 35         | 2          | CO              | 2               | 0               | -                  | -                  | -                  | -          | -          | -          | 37     | 2      |
| 2017-gen. 2018        | Groningen             | ED                    | 12         | 0          | CO              | 1               | 0               | -                  | -                  | -                  | -          | -          | -          | 13     | 0      |
| Totale Groningen      | Totale Groningen      | Totale Groningen      | 47         | 2          |                 | 3               | 0               |                    | -                  | -                  |            | -          | -          | 50     | 2      |
| gen.-giu. 2018        | Kaiserslautern        | 2L                    | 14         | 0          | CG              | -               | -               | -                  | -                  | -                  | -          | -          | -          | 14     | 0      |
| Totale Kaiserslautern | Totale Kaiserslautern | Totale Kaiserslautern | 89         | 9          |                 | 6               | 1               |                    | -                  | -                  |            | -          | -          | 95     | 10     |
| ago.-dic. 2018        | Brann                 | ES                    | 12         | 0          | CN              | -               | -               | -                  | -                  | -                  | -          | -          | -          | 12     | 0      |
| 2019                  | Brann                 | ES                    | 26         | 3          | CN              | 4               | 0               | UEL                | 2                  | 0                  | -          | -          | -          | 32     | 3      |
| Totale Brann          | Totale Brann          | Totale Brann          | 38         | 3          |                 | 4               | 0               |                    | 2                  | 0                  |            | -          | -          | 44     | 3      |
| 2020                  | Tromsø                | 1D                    | 29         | 2          | -               | -               | -               | -                  | -                  | -                  | -          | -          | -          | 29     | 2      |
| Totale Tromsø         | Totale Tromsø         | Totale Tromsø         | 199        | 6          |                 | 28              | 4               |                    | 12                 | 0                  |            | -          | -          | 239    | 10     |
| Totale                | Totale                | Totale                | 376        | 20         |                 | 41              | 5               |                    | 14                 | 0                  |            | -          | -          | 431    | 25     |

### Cronologia presenze e reti in Nazionale
| Cronologia completa delle presenze e delle reti in nazionale ― Norvegia | Cronologia completa delle presenze e delle reti in nazionale ― Norvegia | Cronologia completa delle presenze e delle reti in nazionale ― Norvegia | Cronologia completa delle presenze e delle reti in nazionale ― Norvegia | Cronologia completa delle presenze e delle reti in nazionale ― Norvegia | Cronologia completa delle presenze e delle reti in nazionale ― Norvegia | Cronologia completa delle presenze e delle reti in nazionale ― Norvegia | Cronologia completa delle presenze e delle reti in nazionale ― Norvegia |
| Data                                                                    | Città                                                                   | In casa                                                                 | Risultato                                                               | Ospiti                                                                  | Competizione                                                            | Reti                                                                    | Note                                                                    |
| ----------------------------------------------------------------------- | ----------------------------------------------------------------------- | ----------------------------------------------------------------------- | ----------------------------------------------------------------------- | ----------------------------------------------------------------------- | ----------------------------------------------------------------------- | ----------------------------------------------------------------------- | ----------------------------------------------------------------------- |
| 29-5-2010                                                               | Oslo                                                                    | Norvegia                                                                | 2 – 1                                                                   | Montenegro                                                              | Amichevole                                                              | -                                                                       |                                                                         |
| 11-8-2010                                                               | Oslo                                                                    | Norvegia                                                                | 2 – 1                                                                   | Francia                                                                 | Amichevole                                                              | -                                                                       |                                                                         |
| 7-9-2010                                                                | Oslo                                                                    | Norvegia                                                                | 1 – 0                                                                   | Portogallo                                                              | Qual. Euro 2012                                                         | -                                                                       |                                                                         |
| 12-10-2010                                                              | Zagabria                                                                | Croazia                                                                 | 2 – 1                                                                   | Norvegia                                                                | Amichevole                                                              | -                                                                       |                                                                         |
| 17-11-2010                                                              | Dublino                                                                 | Irlanda                                                                 | 1 – 2                                                                   | Norvegia                                                                | Amichevole                                                              | -                                                                       |                                                                         |
| 9-2-2011                                                                | Faro                                                                    | Polonia                                                                 | 1 – 0                                                                   | Norvegia                                                                | Amichevole                                                              | -                                                                       |                                                                         |
| 7-6-2011                                                                | Oslo                                                                    | Norvegia                                                                | 1 – 0                                                                   | Lituania                                                                | Amichevole                                                              | -                                                                       |                                                                         |
| 10-8-2011                                                               | Oslo                                                                    | Norvegia                                                                | 3 – 0                                                                   | Rep. Ceca                                                               | Amichevole                                                              | -                                                                       |                                                                         |
| 11-10-2011                                                              | Oslo                                                                    | Norvegia                                                                | 3 – 1                                                                   | Cipro                                                                   | Qual. Euro 2012                                                         | -                                                                       |                                                                         |
| 12-11-2011                                                              | Cardiff                                                                 | Galles                                                                  | 4 – 1                                                                   | Norvegia                                                                | Amichevole                                                              | -                                                                       |                                                                         |
| 15-1-2012                                                               | Bangkok                                                                 | Danimarca                                                               | 1 – 1                                                                   | Norvegia                                                                | Amichevole                                                              | -                                                                       |                                                                         |
| 21-1-2012                                                               | Bangkok                                                                 | Corea del Sud                                                           | 3 – 0                                                                   | Norvegia                                                                | Amichevole                                                              | -                                                                       |                                                                         |
| 29-2-2012                                                               | Belfast                                                                 | Irlanda del Nord                                                        | 0 – 3                                                                   | Norvegia                                                                | Amichevole                                                              | -                                                                       |                                                                         |
| 26-5-2012                                                               | Oslo                                                                    | Norvegia                                                                | 0 – 1                                                                   | Inghilterra                                                             | Amichevole                                                              | -                                                                       |                                                                         |
| 2-6-2012                                                                | Oslo                                                                    | Norvegia                                                                | 1 – 1                                                                   | Croazia                                                                 | Amichevole                                                              | -                                                                       |                                                                         |
| 11-9-2012                                                               | Oslo                                                                    | Norvegia                                                                | 2 – 1                                                                   | Slovenia                                                                | Qual. Mondiali 2014                                                     | -                                                                       |                                                                         |
| 12-10-2012                                                              | Berna                                                                   | Svizzera                                                                | 1 – 1                                                                   | Norvegia                                                                | Qual. Mondiali 2014                                                     | -                                                                       |                                                                         |
| 16-10-2012                                                              | Larnaca                                                                 | Cipro                                                                   | 1 – 3                                                                   | Norvegia                                                                | Qual. Mondiali 2014                                                     | -                                                                       |                                                                         |
| 14-11-2012                                                              | Budapest                                                                | Ungheria                                                                | 0 – 2                                                                   | Norvegia                                                                | Amichevole                                                              | -                                                                       |                                                                         |
| 9-1-2013                                                                | Città del Capo                                                          | Sudafrica                                                               | 0 – 1                                                                   | Norvegia                                                                | Amichevole                                                              | -                                                                       |                                                                         |
| 12-1-2013                                                               | Ndola                                                                   | Zambia                                                                  | 0 – 0                                                                   | Norvegia                                                                | Amichevole                                                              | -                                                                       |                                                                         |
| 7-2-2013                                                                | Siviglia                                                                | Ucraina                                                                 | 2 – 0                                                                   | Norvegia                                                                | Amichevole                                                              | -                                                                       |                                                                         |
| 22-3-2013                                                               | Oslo                                                                    | Norvegia                                                                | 0 – 1                                                                   | Albania                                                                 | Qual. Mondiali 2014                                                     | -                                                                       |                                                                         |
| 7-6-2013                                                                | Tirana                                                                  | Albania                                                                 | 1 – 1                                                                   | Norvegia                                                                | Qual. Mondiali 2014                                                     | -                                                                       |                                                                         |
| 11-6-2013                                                               | Oslo                                                                    | Norvegia                                                                | 2 – 0                                                                   | Macedonia                                                               | Amichevole                                                              | -                                                                       |                                                                         |
| 6-9-2013                                                                | Oslo                                                                    | Norvegia                                                                | 2 – 0                                                                   | Cipro                                                                   | Qual. Mondiali 2014                                                     | -                                                                       |                                                                         |
| 10-9-2013                                                               | Oslo                                                                    | Norvegia                                                                | 0 – 2                                                                   | Svizzera                                                                | Qual. Mondiali 2014                                                     | -                                                                       |                                                                         |
| 15-11-2013                                                              | Herning                                                                 | Danimarca                                                               | 2 – 1                                                                   | Norvegia                                                                | Amichevole                                                              | -                                                                       |                                                                         |
| 19-11-2013                                                              | Molde                                                                   | Norvegia                                                                | 0 – 1                                                                   | Scozia                                                                  | Amichevole                                                              | -                                                                       |                                                                         |
| 5-3-2014                                                                | Praga                                                                   | Rep. Ceca                                                               | 2 – 2                                                                   | Norvegia                                                                | Amichevole                                                              | -                                                                       |                                                                         |
| 27-5-2014                                                               | Saint-Denis                                                             | Francia                                                                 | 4 – 0                                                                   | Norvegia                                                                | Amichevole                                                              | -                                                                       |                                                                         |
| 31-5-2014                                                               | Oslo                                                                    | Norvegia                                                                | 1 – 1                                                                   | Russia                                                                  | Amichevole                                                              | -                                                                       |                                                                         |
| 3-9-2014                                                                | Londra                                                                  | Inghilterra                                                             | 1 – 0                                                                   | Norvegia                                                                | Amichevole                                                              | -                                                                       |                                                                         |
| 9-9-2014                                                                | Oslo                                                                    | Norvegia                                                                | 0 – 2                                                                   | Italia                                                                  | Qual. Euro 2016                                                         | -                                                                       |                                                                         |
| 29-3-2016                                                               | Oslo                                                                    | Norvegia                                                                | 2 – 0                                                                   | Finlandia                                                               | Amichevole                                                              | -                                                                       |                                                                         |
| 29-5-2016                                                               | Porto                                                                   | Portogallo                                                              | 3 – 0                                                                   | Norvegia                                                                | Amichevole                                                              | -                                                                       |                                                                         |
| 1-6-2016                                                                | Oslo                                                                    | Norvegia                                                                | 3 – 2                                                                   | Islanda                                                                 | Amichevole                                                              | -                                                                       |                                                                         |
| 5-6-2016                                                                | Bruxelles                                                               | Belgio                                                                  | 3 – 2                                                                   | Norvegia                                                                | Amichevole                                                              | -                                                                       |                                                                         |
| 4-9-2016                                                                | Oslo                                                                    | Norvegia                                                                | 0 – 3                                                                   | Germania                                                                | Qual. Mondiali 2018                                                     | -                                                                       |                                                                         |
| Totale                                                                  |                                                                         | Presenze                                                                | 39                                                                      |                                                                         | Reti                                                                    | 0                                                                       |                                                                         |

## Palmarès

### Individuale
- Gullklokka

2013